# Pianu de Sus, Alba
Pianu de Sus (variante vechi: Pianul Românesc, Pianul din Sus, în dialectul săsesc Bleschpien, în germană Oberpien, Rumänisch-Pien, Wallachisch-Pien, în maghiară Felsőpián, Oláhpián) este satul de reședință al comunei Pianu din județul Alba, Transilvania, România.

## Lăcașuri de cult
- Biserica de lemn din Pianu de Sus

## Obiective turistice
- Rezervația naturală de goruni seculari.
- Rezervația naturală Oul Arșiței din Valea Recii.

## Obiective memoriale
- Monumentul Eroilor Români din Primul Război Mondial. Obeliscul este amplasat în centrul localității și a fost ridicat în anul 1931, pentru cinstirea memoriei eroilor români căzuți în Primul Război Mondial. Monumentul are o înălțime de 3 m, fiind realizat din beton mozaicat, iar împrejmuirea este asigurată de un gard din fier forjat. Pe fațada obeliscului se află un înscris comemorativ: „Pentru amintirea eroilor căzuți în războiul de reîntregire a neamului/ 1914-1919“. Dedesubt sunt înscrise numele a 72 de eroi români.

## Personalități
- Ioan Vulcu (1869 - 1952), deputat în Marea Adunare Națională de la Alba Iulia 1918

## Galerie de imagini

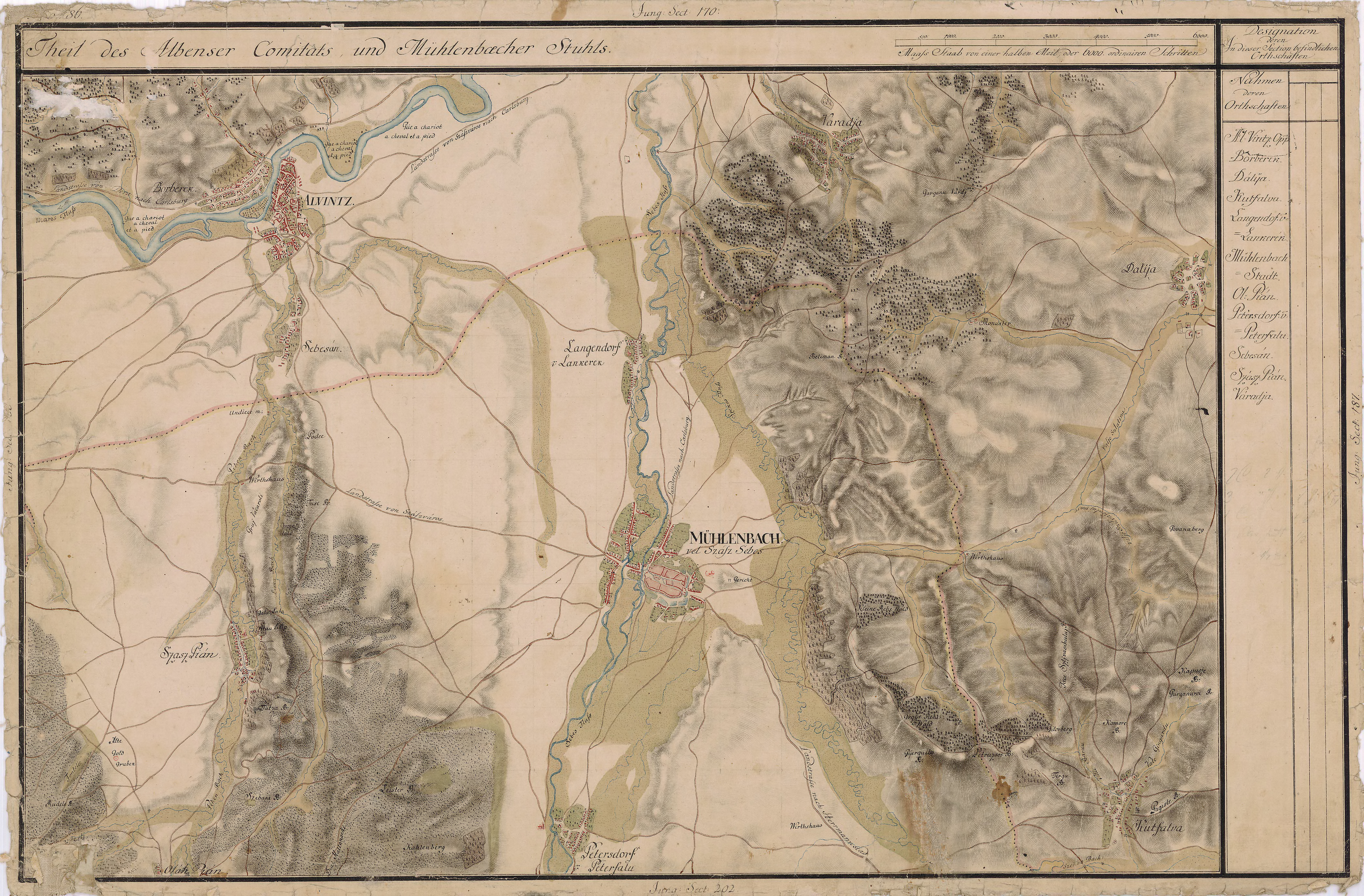
Pianu de Sus pe Harta Iosefină a Transilvaniei, 1769-1773
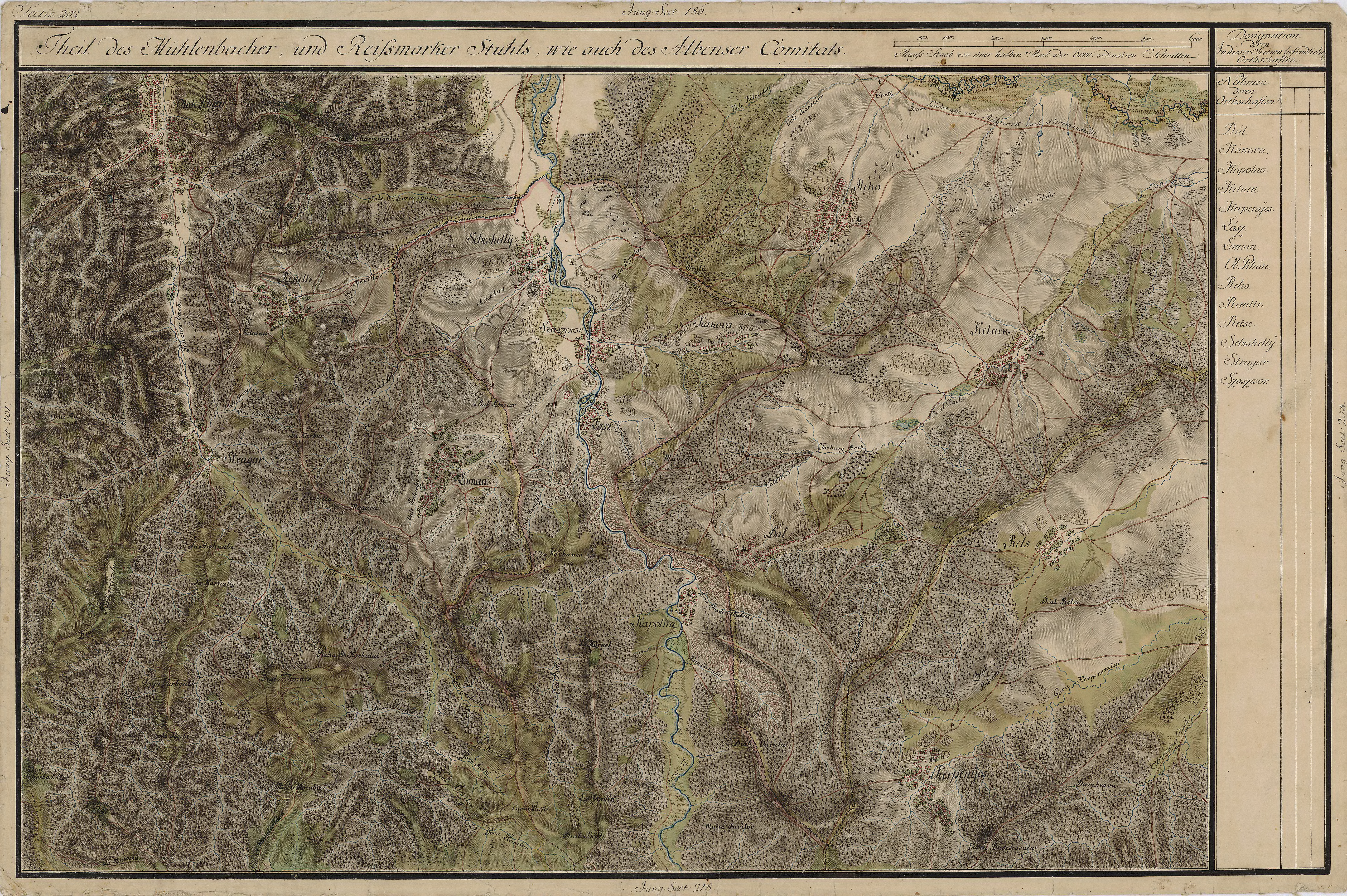
Pianu de Sus pe Harta Iosefină a Transilvaniei, 1769-1773
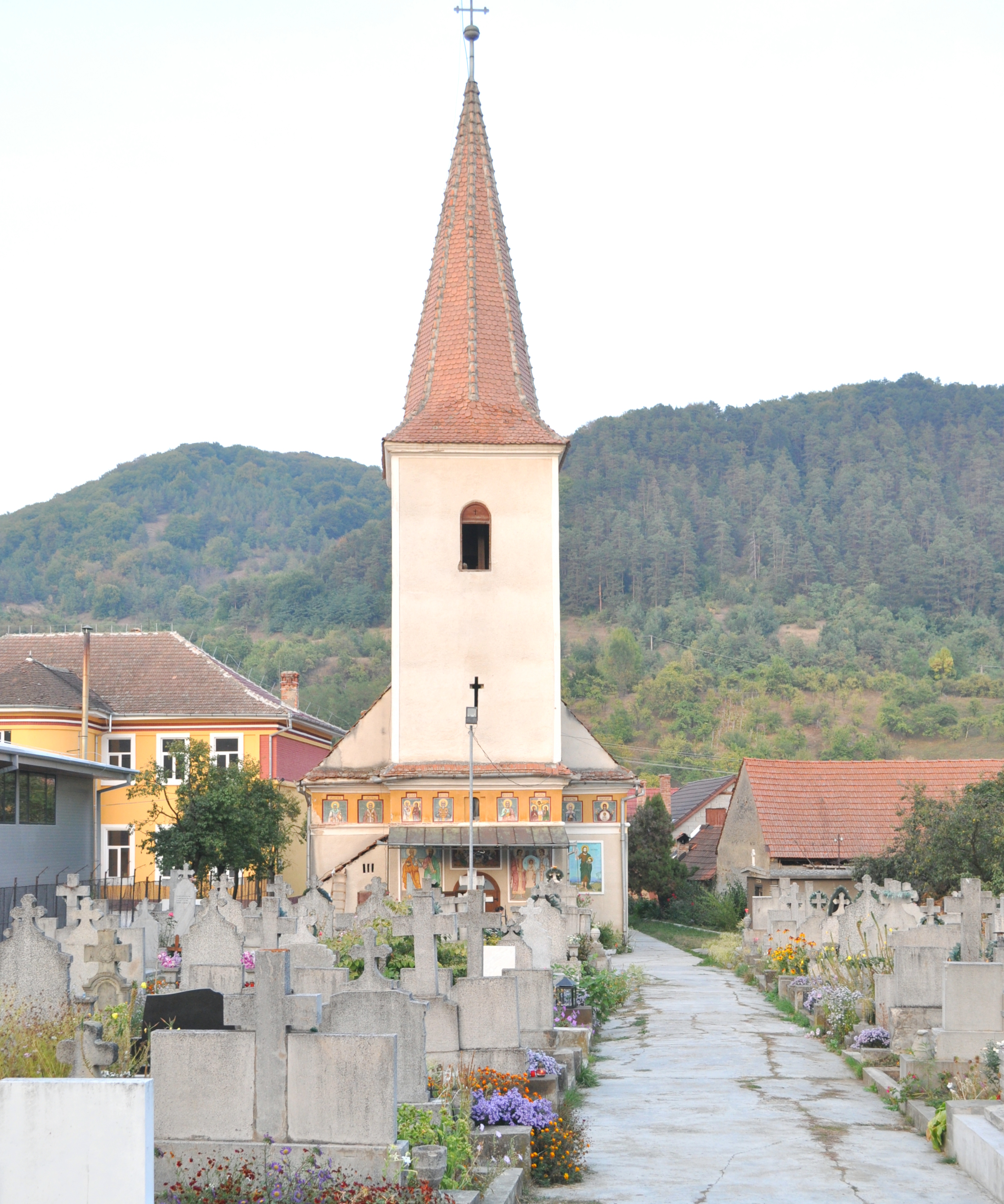
Biserica „Buna Vestire”
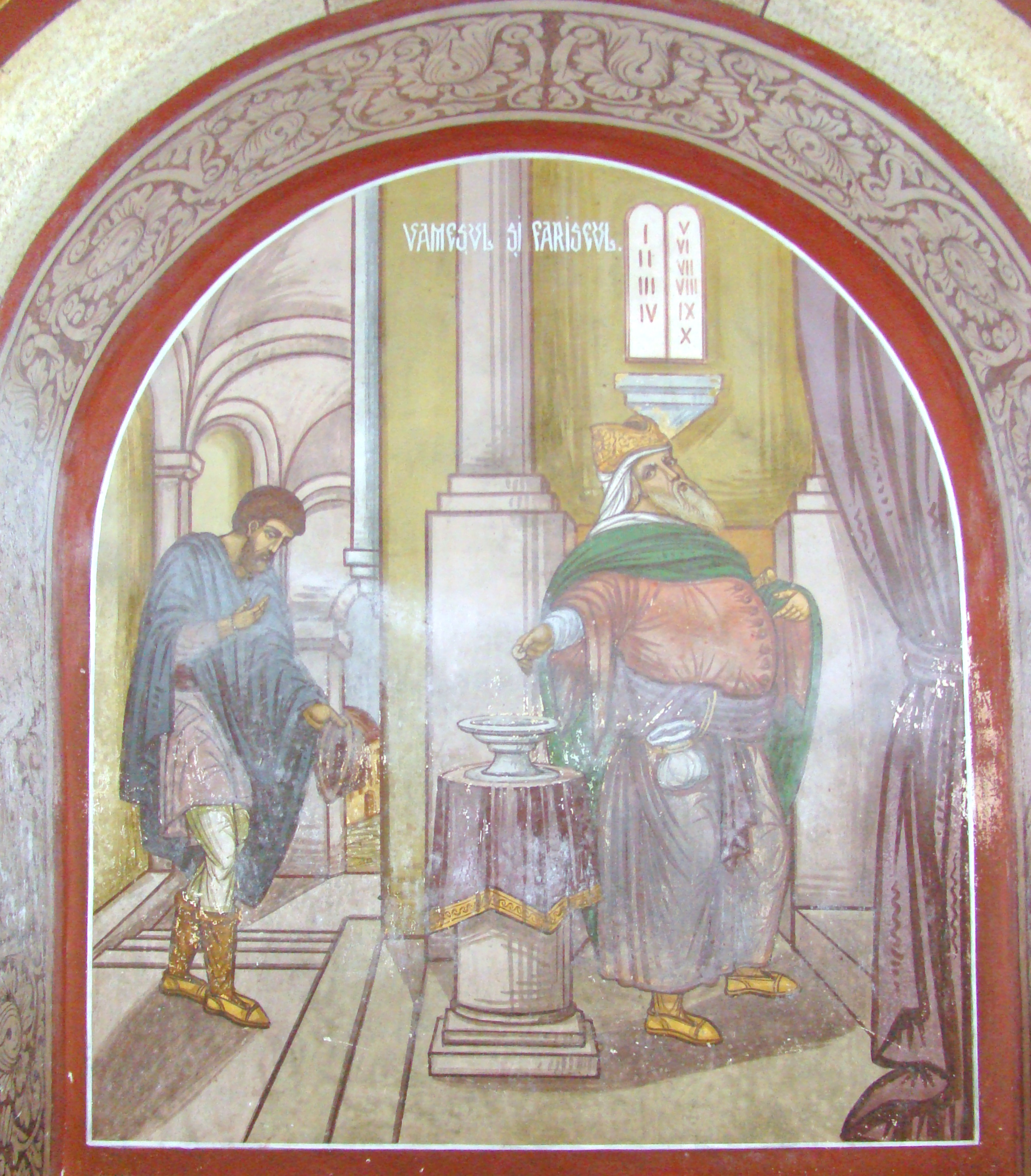
Biserica „Buna Vestire” (pictură exterioară)
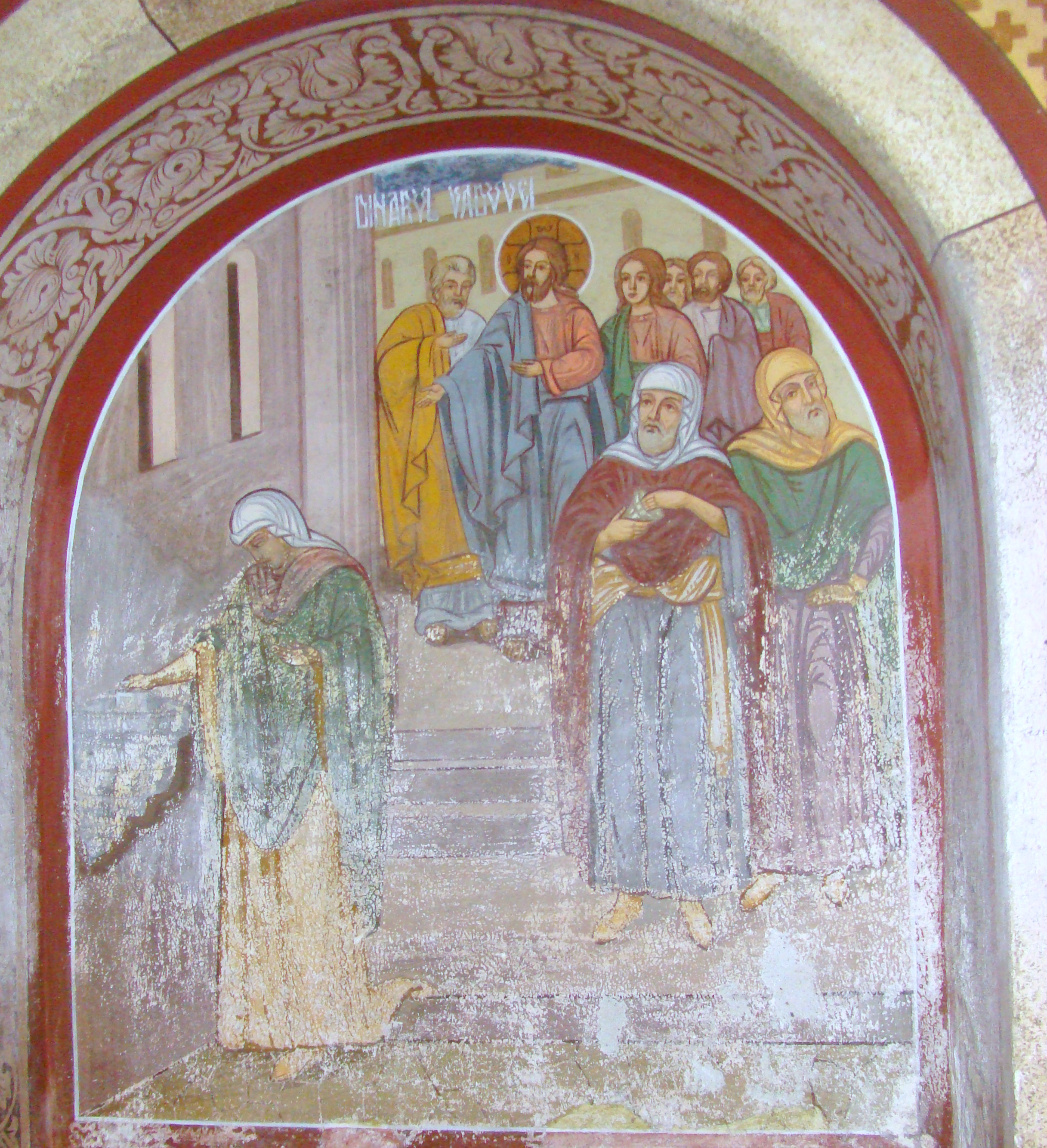
Biserica „Buna Vestire” (pictură exterioară)
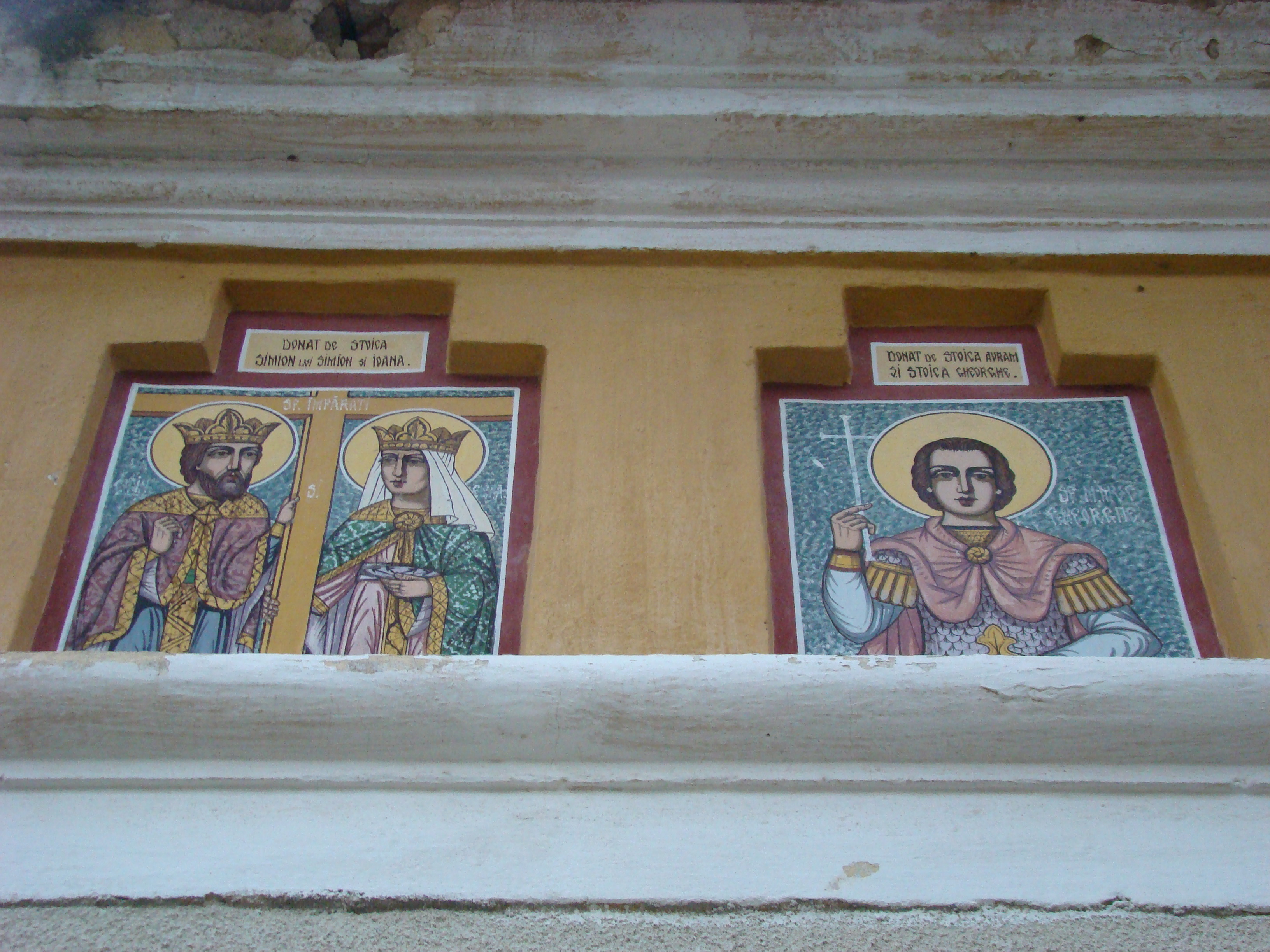
Biserica „Buna Vestire” (pictură exterioară)
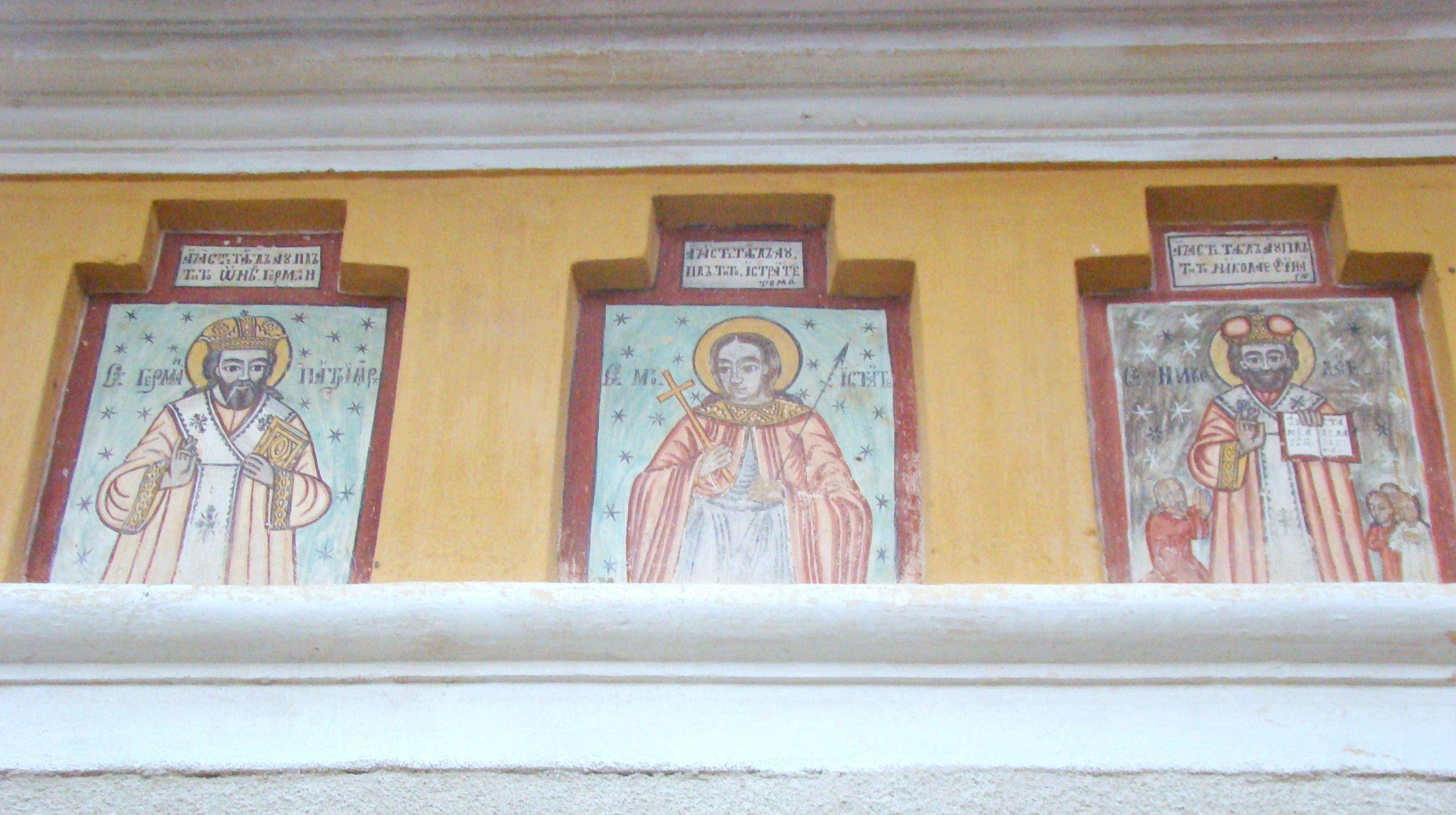
Biserica „Buna Vestire” (pictură exterioară)
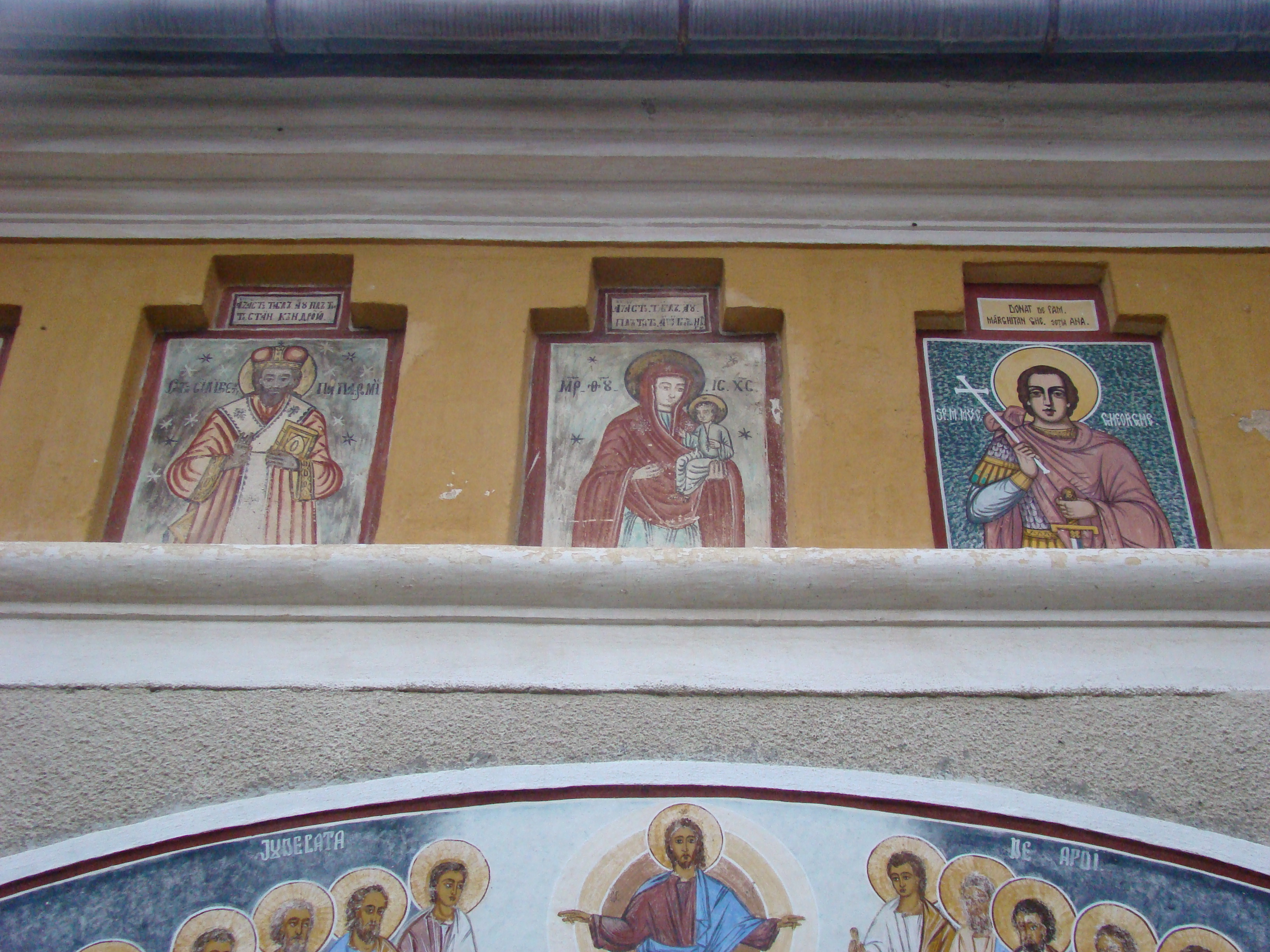
Biserica „Buna Vestire” (pictură exterioară)